# Seydou Sano
Seydou Sano (Dakar, 28 ottobre 2004) è un calciatore senegalese, difensore dell'Al-Gharafa e della nazionale senegalese.

## Caratteristiche tecniche
È un difensore centrale.

## Carriera

### Club
Sano è cresciuto nel settore giovanile del Gorée, ed il 16 maggio 2023 è stato acquistato a titolo definitivo dal Braga, che lo ha assegnato alla propria seconda squadra. Il 22 agosto seguente ha tuttavia lasciato il club portoghese ed ha firmato con i qatarioti dell'Al-Gharafa, con cui ha debuttato quattro giorni più tardi nell'incontro di Qatar Stars League vinto 2-0 contro l'Al-Markhiya.

### Nazionale
Nel 2023 ha partecipato con il Senegal Under-20 alla Coppa d'Afica Under-20, vinta in finale contro il Gambia; è stato inoltre incluso nella squadra ideale della competizione. Alcuni mesi dopo ha partecipato anche al campionato mondiale di categoria.
Il 22 marzo 2024 ha esordito con la nazionale maggiore nell'amichevole vinta 3-0 contro il Gabon.

## Statistiche

### Presenze e reti nei club
Statistiche aggiornate al 25 novembre 2024.
| Stagione        | Squadra         | Campionato      | Campionato | Campionato | Coppe nazionali | Coppe nazionali | Coppe nazionali | Coppe continentali | Coppe continentali | Coppe continentali | Altre coppe | Altre coppe | Altre coppe | Totale | Totale | Totale |
| Stagione        | Squadra         | Comp            | Pres       | Reti       | Comp            | Pres            | Reti            | Comp               | Pres               | Reti               | Comp        | Pres        | Reti        | Pres   | Reti   |        |
| --------------- | --------------- | --------------- | ---------- | ---------- | --------------- | --------------- | --------------- | ------------------ | ------------------ | ------------------ | ----------- | ----------- | ----------- | ------ | ------ | ------ |
| 2023-2024       | Al-Gharafa      | QSL             | 17         | 0          | CQ+QSC          | 1+1             | 0               | -                  | -                  | -                  | -           | -           | -           | 19     | 0      |        |
| 2024-2025       | Al-Gharafa      | QSL             | 10         | 0          | CQ+QSC          | 0               | 0               | ACL                | 6                  | 0                  | -           | -           | -           | 16     | 0      |        |
| Totale carriera | Totale carriera | Totale carriera | 27         | 0          |                 | 2               | 0               |                    | 6                  | 0                  |             | -           | -           | 35     | 0      |        |

### Cronologia presenze e reti in nazionale
| Cronologia completa delle presenze e delle reti in nazionale ― Senegal | Cronologia completa delle presenze e delle reti in nazionale ― Senegal | Cronologia completa delle presenze e delle reti in nazionale ― Senegal | Cronologia completa delle presenze e delle reti in nazionale ― Senegal | Cronologia completa delle presenze e delle reti in nazionale ― Senegal | Cronologia completa delle presenze e delle reti in nazionale ― Senegal | Cronologia completa delle presenze e delle reti in nazionale ― Senegal | Cronologia completa delle presenze e delle reti in nazionale ― Senegal |
| Data                                                                   | Città                                                                  | In casa                                                                | Risultato                                                              | Ospiti                                                                 | Competizione                                                           | Reti                                                                   | Note                                                                   |
| ---------------------------------------------------------------------- | ---------------------------------------------------------------------- | ---------------------------------------------------------------------- | ---------------------------------------------------------------------- | ---------------------------------------------------------------------- | ---------------------------------------------------------------------- | ---------------------------------------------------------------------- | ---------------------------------------------------------------------- |
| 22-3-2024                                                              | Amiens                                                                 | Senegal                                                                | 3 – 0                                                                  | Gabon                                                                  | Amichevole                                                             | -                                                                      | 71’                                                                    |
| Totale                                                                 |                                                                        | Presenze                                                               | 1                                                                      |                                                                        | Reti                                                                   | 0                                                                      |                                                                        |

## Palmarès

### Nazionale
- Coppa delle nazioni africane Under-20: 1

2023

### Individuale
- Squadra ideale della Coppa delle nazioni africane Under-20: 1

2023